# 연합보

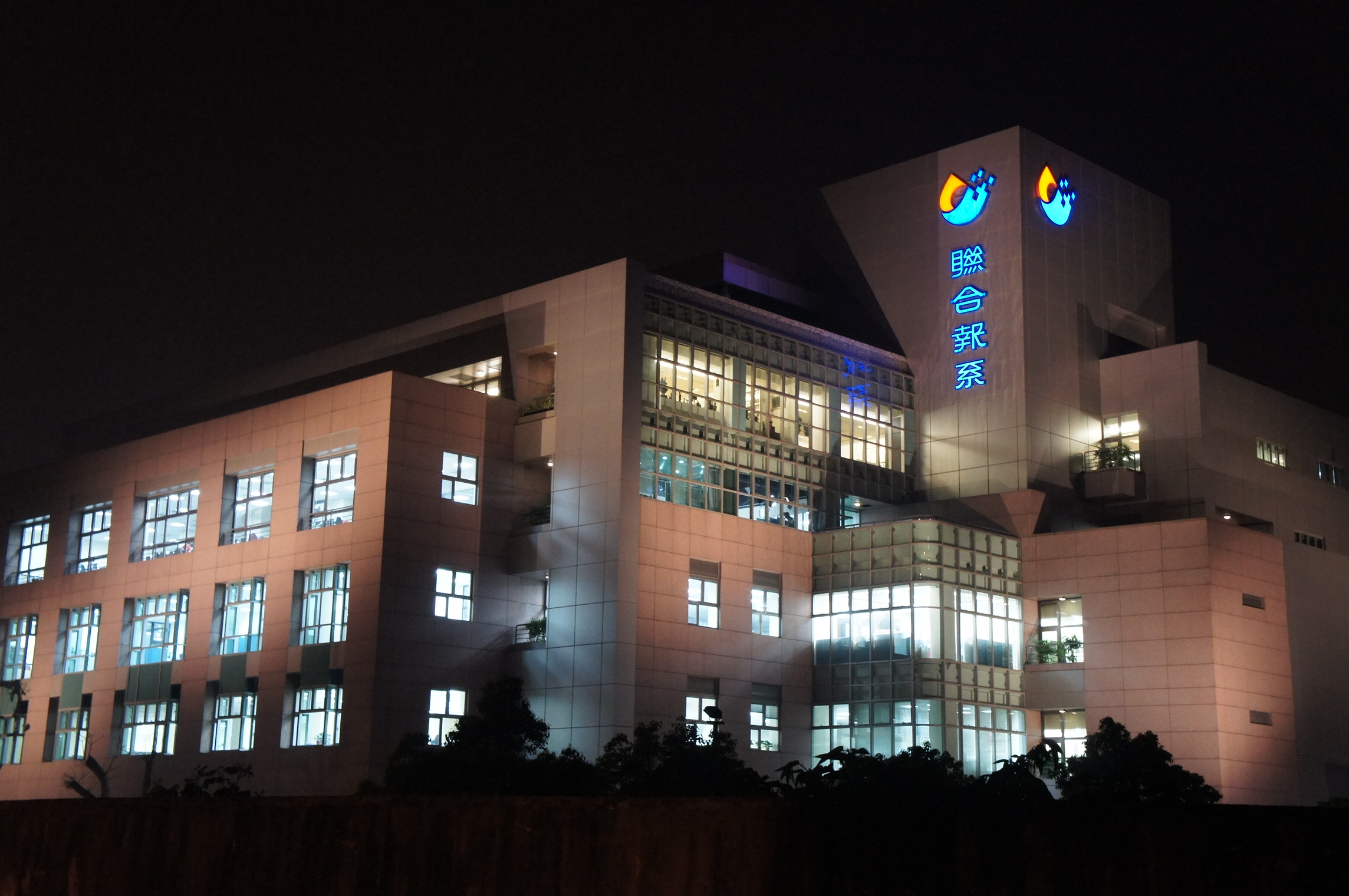

연합보(聯合報)는 중화민국에서 발행되고 있는 일간지이다. 1951년 9월 16일에 민족보, 경제 시보, 전민 일보 3개의 신문사가 연합해 창립되었다. 창립 당시의 신문 이름은 전민 일보, 민족보, 경제 시보 연합판이었지만, 1953년 9월 3 신문사가 합병해 전민 일보, 민족보, 경제 시보 연합보라는 이름으로 개칭하였고, 1957년 현재의 연합보라는 이름으로 개칭하였다.